# Селява, Александр Геннадьевич
Алекса́ндр Генна́дьевич Селя́ва (бел. Аляксандр Генадзевіч Сялява; род. 17 мая 1992, Белыничи, Могилёвская область) — белорусский футболист, полузащитник минского «Динамо» и сборной Беларуси.

## Карьера
Воспитанник белыничской ДЮСШ, первый тренер — Сергей Евгеньевич Пласконный. Начинал играть за могилевское «Химволокно» и БАТЭ-РМ.
В 2008 году выступал за дублирующий состав БАТЭ. Первый и единственный матч за основной состав сыграл 11 октября 2008 года в кубковом поединке против «Минска», став самым молодым дебютантом в истории борисовской команды (16 лет 147 дней). В начале 2009 года БАТЭ расторг контракт с Селявой по медицинским показателям — у Александра были обнаружены проблемы с работой сердечной мышцы.
После полуторагодичного перерыва возобновил профессиональную карьеру. В 2010—2011 годах играл за «Клеческ» в минорных дивизионах чемпионата Беларуси. В феврале 2012 года перешёл в «Торпедо-БелАЗ», где сначала играл за дубль. В сезоне 2013 закрепился в основе жодинского клуба на позиции центрального полузащитника. Первую половину сезона 2014 пропустил из-за травмы, в сентябре вернулся на поле и вновь закрепился в основе. В январе 2015 года продлил контракт с клубом.
5 января 2016 года подписал контракт с солигорским «Шахтёром». Первую половину сезона 2016 пропустил из-за травмы, в июле вернулся в строй и завоевал место в основной команде солигорчан. В декабре продлил контракт с клубом. В первой половине сезона 2017 в основном выходил на замену, позднее закрепился в стартовом составе на позиции опорного полузащитника. В октябре стало известно, что Селява останется в клубе на следующий сезон. В ноябре 2018 года подписал новый контракт с клубом. В 2019—2020 годах оставался игроком основы, только во второй половине 2020 года стал реже появляться на поле. В декабре по окончании контракта покинул «Шахтёр» и вскоре подписал соглашение с минским«Динамо», где стал одним из основных игроков команды. По окончании сезона-2021 покинул команду по соглашению сторон.
В декабре 2021 года пополнил состав российского клуба «Ростов». 20 марта 2022 года дебютировал за клуб против московского «Динамо», где игрок на 89 минуте матча нарушил правила в своей штрафной и динамовцы сравняли счёт с пенальти (1:1). В июне 2023 года покинул российский клуб.
В июле 2023 года футболист вернулся в минское «Динамо». В составе минского «Динамо» выиграл чемпионат Беларуси сезона-2023. После возвращения из "Ростова" сыграл за динамовцев 56 матчей (чемпионат страны — 38, Кубок страны — 3, Суперкубок страны — 1, Лига чемпионов — 4, Лига Европы — 4, Лига конференций — 6). В сезоне-2024 Селява был одним из лидеров динамовцев. В чемпионате он провел за команду 24 матча и набрал 5 (3+2) очков по системе «гол+пас».
По окончании сезона-2024 вернулся в «Торпедо»-БелАЗ.
Попал в топ-20 трансферов межсезонья-2025 по версии Bet News (занял 5-е место).

### В сборной
Выступал за юношеские и молодёжную сборную Беларуси. 4 сентября 2020 года дебютировал в национальной сборной в игре Лиги наций против Албании.

## Достижения
- Чемпион Беларуси (3): 2020, 2023, 2024
- Серебряный призёр чемпионата Беларуси (2): 2016, 2018
- Бронзовый призёр чемпионата Беларуси (3): 2017, 2019, 2021
- Обладатель Кубка Беларуси: 2019
- В списке 22 лучших футболистов чемпионата Беларуси: 2021
- Дважды (2023, 2024) включался в символическую сборную «А» чемпионата Беларуси[23].